# Le Thuit-Anger
Le Thuit-Anger település Franciaországban, Eure megyében. Lakosainak száma 721 fő (2018. január 1.). Le Thuit-Anger Elbeuf községgel határos.

## Népesség
A település népességének változása:
| Lakosok száma | 263  | 305  | 644  | 645  | 584  | 629  | 641  | 644  | 711  | 721  |
|               | 1962 | 1968 | 1982 | 1990 | 1999 | 2008 | 2011 | 2013 | 2017 | 2018 |